# Крафт, Эмиль
Эмиль Хенри Кристоффер Крафт (швед. Emil Henry Kristoffer Krafth; род. 2 августа 1994, Юнгбю) — шведский футболист, защитник клуба «Ньюкасл Юнайтед» и национальной сборной Швеции.

## Клубная карьера
Воспитанник любительского клуба «Лаган». Оба родителя Эмиля были детскими тренерами в этом клубе, а старший брат Густав выступал за «Лаган» на позиции центрального защитника. С 13 лет Эмиль выступал за первую команду «Лагана» в 6-м по уровню дивизионе. Летом 2010 года перешёл в «Эстер». Дебютировал 30 марта 2011 года в матче первого раунда Кубка Швеции против любительского клуба «Хесслехольм», отыграл матч полностью. В лиге Суперэттан дебютировал 9 апреля 2011 года в матче первого тура против «Сундсвалля», также отыграл матч полностью. В Суперэттан 2011 провёл 24 матча (все — в стартовом составе), отдал 2 голевые передачи и (что редкость для защитника) не получил ни одной карточки. «Эстер» занял 4-е место.
10 января 2012 года перешёл в «Хельсингборг», сумма трансфера составила около 2 млн крон, контракт был рассчитан на 3 года. В «Хельсингборге» Крафту пришлось бороться за место в составе с опытными Эриком Вальстедтом и Кристоффером Андерссоном. Сезон-2012 «Хельсингборг» начал с победы в матче за Суперкубок Швеции, Крафт провёл игру на скамейке запасных. Крафт дебютировал за «Хельсингборг» 27 апреля 2012 года в матче 6-го тура чемпионата против «Мьельбю». 22 ноября 2012 года дебютировал в еврокубках: на 25-й минуте матча Лиги Европы против испанского клуба «Леванте» Крафт вышел на замену вместо Кристоффера Андерссона. В чемпионате 2012 выходил в стартовом составе 7 раз и на замену 2 раза, отдал 1 голевую передачу. «Хельсингборг» занял 6-е место.
После сезона-2012 два крайних защитника «Хельсингборга» (Вальстедт и Эрик Эдман) завершили карьеру, поэтому Крафт стал основным правым защитником. 28 июня 2013 года Крафт забил первый гол в своей карьере, в ворота стокгольмского АИКа, выиграв борьбу после подачи углового. В чемпионате 2013 провёл 27 матчей (все — в стартовом составе), забил 1 гол, отдал 4 голевые передачи, получил 2 жёлтые карточки. «Хельсингборг» занял 5-е место. Помог «Хельсингборгу» дойти до финала Кубка Швеции 2013/14, сыграв во всех 7-ми матчах.
11 апреля 2014 года продлил контракт с «Хельсингборгом» до середины 2016 года. В чемпионате 2014 провёл 28 матчей (все — в стартовом составе), забил 1 гол, отдал 1 голевую передачу, получил 3 жёлтые карточки. «Хельсингборг» занял 9-е место. 30 июня 2014 года главный тренер «Хельсингборга» Руар Хансен назначил 19-летнего Крафта вице-капитаном команды, объяснив свой выбор так: «Эмиль, несмотря на его молодой возраст, парень, который берёт на себя ответственность и которого остальные в команде слушают». Хенрик Ларссон, возглавивший «Хельсингборг» по окончании сезона, назначил вице-капитаном Юхана Мортенссона.

## Международная карьера

### Юношеские сборные
Выступал за юношеские сборные с 16 лет. Впервые был вызван в сборную до 16 лет в конце 2010 года. Первый матч за юношескую (до 17 лет) сборную провёл 19 мая 2011 года, это был товарищеский матч со сверстниками из Швейцарии. Второй матч за сборную своего года рождения провёл только 14 августа 2012 года, это был товарищеский матч с Финляндией, в этом матче забил гол, при этом мяч коснулся стойки ворот. Выступал в отборочном турнире к юношескому (до 19 лет) чемпионату Европы 2013, отдал 2 голевые передачи.

### Молодёжная сборная
28 мая 2012 года Томми Сёдерберг и Хокан Эриксон вызвали в молодёжную (до 21 года) сборную на 3 отборочных матча к молодёжному (до 21 года) чемпионату Европы 2013 Крафта и Робина Куайсона вместо травмированных Никласа Хульта и Оскара Левикки. Крафт дебютировал в молодёжной сборной 6 июня 2012 года в отборочном матче против Мальты, выйдя на замену вместо Миико Альборноса на 80-й минуте игры. В следующем матче, 13 июня против Финляндии, аналогичная замена была сделана на 60-й минуте игры. 8 сентября 2012 года Крафт и Кристоффер Нюман были вызваны в молодёжную сборную вместо дисквалифицированного Илоана Хамада и заболевшего Александра Качаниклича. 14 августа 2013 года Крафт впервые вышел в стартовом составе молодёжной сборной, в товарищеском матче с Норвегией. Во второй половине 2013 года Хокан Эриксон использовал Крафта на непривычной позиции левого защитника, вместо травмированного Людвига Аугустинссона, а правого защитника играл Маттиас Юханссон. Помог Швеции пробиться в финальную часть молодёжного (до 21 года) чемпионата Европы 2015. В отборочном турнире провёл 7 матчей, в которых получил 4 жёлтые карточки, голов не забивал, голевых передач не отдавал.

### Основная сборная
12 декабря 2013 года Эрик Хамрен включил Крафта в состав национальной сборной на ежегодное январское турне, в котором участвуют только игроки скандинавских клубов, причём Крафт был самым молодым в составе. Первый матч этого турне, 17 января 2014 года со сборной Молдовы, стал для Крафта дебютным в национальной сборной, Крафт вышел на замену на 85-й минуте игры вместо Оскара Левикки. Во втором и последнем матче турне, 21 января с Исландией, Крафт впервые вышел в стартовом составе национальной сборной и отыграл матч полностью.
20 февраля 2014 года Эрик Хамрен впервые вызвал Крафта в «настоящую» сборную на товарищеский матч со сборной Турции, который состоялся 5 марта в Анкаре. Крафт провёл этот матч на скамейке запасных, на позиции правого защитника играл Себастиан Ларссон. 16 ноября 2014 года Эрик Хамрен вызвал Крафта на товарищеский матч с Францией, вместо травмированного Микаэля Лустига. Крафт отыграл матч полностью. Газета «Aftonbladet» поставила Крафту оценку «2» по 5-балльной шкале с комментарием: «Внезапно был вызван для просмотра. Пропустил первую атаку, но затем играл стабильно и спокойно».
На январском турне 2015 года отыграл 56 минут в матче со сборной Кот-д’Ивуара, выигранном со счётом 2:0 15 января 2015 года. Матч с Финляндией 19 января 2015 года пропустил из-за проблем с поясницей. В марте 2015 года Эрик Хамрен рассматривал Крафта как кандидата в сборную, но Эмиль был травмирован; в отсутствие травмированного Крафта вызов в сборную получил Антон Тиннерхольм.

## Достижения
- Обладатель Суперкубка Швеции 2012

## Статистика выступлений
| Выступление      | Выступление      | Выступление      | Лига | Лига | Кубок | Кубок | Еврокубки | Еврокубки | Суперкубок | Суперкубок | Итого | Итого |
| Клуб             | Лига             | Сезон            | Игры | Голы | Игры  | Голы  | Игры      | Голы      | Игры       | Голы       | Игры  | Голы  |
| ---------------- | ---------------- | ---------------- | ---- | ---- | ----- | ----- | --------- | --------- | ---------- | ---------- | ----- | ----- |
| «Эстер»          | Суперэттан       | 2011             | 24   | 0    | 2     | 0     | 0         | 0         | 0          | 0          | 26    | 0     |
| «Эстер»          | Итого            | Итого            | 24   | 0    | 2     | 0     | 0         | 0         | 0          | 0          | 26    | 0     |
| «Хельсингборг»   | Аллсвенскан      | 2012 (2012/13)   | 9    | 0    | 4     | 0     | 2         | 0         | 0          | 0          | 15    | 0     |
| «Хельсингборг»   | Аллсвенскан      | 2013 (2013/14)   | 27   | 1    | 7     | 0     | 0         | 0         | 0          | 0          | 34    | 1     |
| «Хельсингборг»   | Аллсвенскан      | 2014 (2014/15)   | 28   | 1    | 4     | 0     | 0         | 0         | 0          | 0          | 32    | 1     |
| «Хельсингборг»   | Аллсвенскан      | 2015 (2015/16)   | 6    | 0    | 0     | 0     | 0         | 0         | 0          | 0          | 6     | 0     |
| «Хельсингборг»   | Итого            | Итого            | 70   | 2    | 15    | 0     | 2         | 0         | 0          | 0          | 87    | 2     |
| Всего за карьеру | Всего за карьеру | Всего за карьеру | 94   | 2    | 17    | 0     | 2         | 0         | 0          | 0          | 113   | 2     |